# Chiesa di Santa Lucia (Montepulciano)
La chiesa di Santa Lucia si trova a Montepulciano, in provincia di Siena e diocesi di Montepulciano-Chiusi-Pienza.

## Architettura
Il progetto della chiesa, costruita nel 1653, è attribuito a Flaminio Del Turco. L'estrosa facciata in travertino, divisa in due registri tripartiti, unisce a stilemi strutturali e ornamentazioni tardomanieristiche un'esuberanza compositiva cara al barocco romano. Particolarmente scenografico è il portale, incorniciato da colonne dal capitello ionico festonato, i cui stipiti sono ornati da orecchie a voluta da cui discendono grandi pendoni di frutti.
Nell'interno ad una sola navata si conservano un cinquecentesco Crocifisso ligneo di Giovan Battista Alessi, i Santi Girolamo, Margherita, Lorenzo, Agnese di Gaetano Perpignani e la Madonna in trono col Bambino di Luca Signorelli.
Sotto la chiesa vi sono tracce di un edificio risalente al XII secolo.